# Attagenus hargreavesi
Attagenus hargreavesi es una especie de coleóptero de la familia Dermestidae.

## Distribución geográfica
Habita en Angola, Congo, Etiopía, Kenia y Uganda.